# Le Mariage de la Vierge (Le Greco)
Pour les articles homonymes, voir Le Mariage de la Vierge.
Le Mariage de la Vierge est une huile sur toile (110 × 83 cm) du Greco réalisée entre 1613 et 1614 et conservée en Roumanie au musée national d'Art de Roumanie de Bucarest.

## Histoire
Ce tableau est l'un des cinq exécutés pour la chapelle majeure de l'hôpital Notre-Dame-de-la-Charité d'Illescas, dans la province de Tolède. Les quatre autres œuvres (La Vierge de Charité, L'Annonciation, La Nativité et Le Couronnement de la Vierge) se trouvent désormais à la chapelle de l'hôpital de la Charité d'Illescas. Le Mariage de la Vierge est l'une des dernières compositions du Greco, sinon la dernière.

## Description
La scène du Mariage de la Vierge se déroule dans une grande tente drapée. Marie porte un grand manteau bleu azur aux reflets lumineux et nacrés. Son petit visage penché émerge de son ample vêtement. En face d'elle, Saint Joseph porte une tunique verte et un manteau jaune  aux nuances cuivrées. 
Le grand prêtre est vêtu de blanc avec une chape dorée aux reflets d'argent et coiffé d'une mitre. C'est un personnage âgé à la barbe blanche qui tient les mains jointes des époux. Quatre personnages sont réunis autour de la scène, deux femmes à gauche et deux hommes à droite. Ils ont tous le visage spectral, le vieil homme de droite se distingue par la blancheur éclatante de ses cheveux et de sa barbe. L'autre homme ressemble à l'autoportrait supposé du Greco.
Le sol est fait de pavés de marbre noir et blanc.

## Expositions
Ce tableau a été présenté au public à Paris à la rétrospective Greco du Grand Palais, du 16 octobre 2019 au 10 février 2020.